# China Open 2021
China Open 2021 var en tennisturnering, der skulle have været spillet udendørs på hardcourt-baner i Beijing Olympic Park i Beijing, Folkerepublikken Kina i perioden 3. - 10. oktober 2021 som en del af WTA Tour 2021 og ATP Tour 2021. Turneringen blev imidlertid aflyst som følge af, at alle tennisturneringer på de to tours i Folkerepublikken Kina og Japan i 2021 blev aflyst på grund af COVID-19-pandemien.